# Dalida
Dalida (àrab: داليدا, Dālīdā), nom artístic de Iolanda Cristina Gigliotti (el Caire, Regne d'Egipte, 17 de gener de 1933 – París, França, 3 de maig de 1987), va ser una cantant i actriu d'origen italià i nacionalitat francesa, nascuda al Caire.
Procedent d'una família italiana establerta a Egipte, va ser elegida Miss Egipte 1954 i va fer diverses pel·lícules al Caire. Residint a França des de 1954, va conèixer el seu primer èxit com a cantant amb el títol Bambino, el 1956. Aquest donà peu a un repertori que inclou mes de 700 cançons, interpretades en nombroses llengües. Es va fer un nom en l'escena de la cançó francesa i esdevingué una estrella a escala internacional. També va participar en la popularització de certs gèneres musicals com el twist, el folk, el disco, el reggae, el pop o fins i tot el raï.
En 1981 va ser la primera dona a rebre un disc de diamant en reconeixement de la quantitat de còpies venudes, que li van valer un total de 55 discos d'or al llarg de la seva carrera. Entre els seus èxits més coneguts hi ha Bambino, Les enfants du Pirée, T'aimer follement, Ciao Amore Ciao, Je Suis Malade, Darla Dirladada, Gigi l'amoroso, Paroles...Paroles..., Il venait d'avoir dix-huit ans, J'attendrai, Le Lambeth Walk, Avec le temps, Salma ya salama, Soleil, Soleil, Laissez-moi danser i Mourir sur scène. Amb els títols J'attendrai i Bésame mucho, Dalida va ser una de les primeres artistes franceses que van interpretar cançons disco. Va enregistrar molts duos amb personalitats de l'escena mundial com Julio Iglesias, Johnny Hallyday, Mireille Mathieu, Nana Mouskouri, Petula Clark, Charles Aznavour, Claude François, Sheila, Johnny Mathis, Umberto Tozzi o Gloria Lasso.
A causa d'una successió de tragèdies personals, el 1987 es va suïcidar pocs mesos després d'haver interpretat el paper principal de la pel·lícula dramàtica Le sixieme jour. La seva trajectòria professional, amb mes de 140 milions de discos venuts, i una vida privada plena de problemes personals que van acabar amb la seva mort, l'han convertit en un personatge icònic amb un tràgic destí.

## Biografia

### Joventut

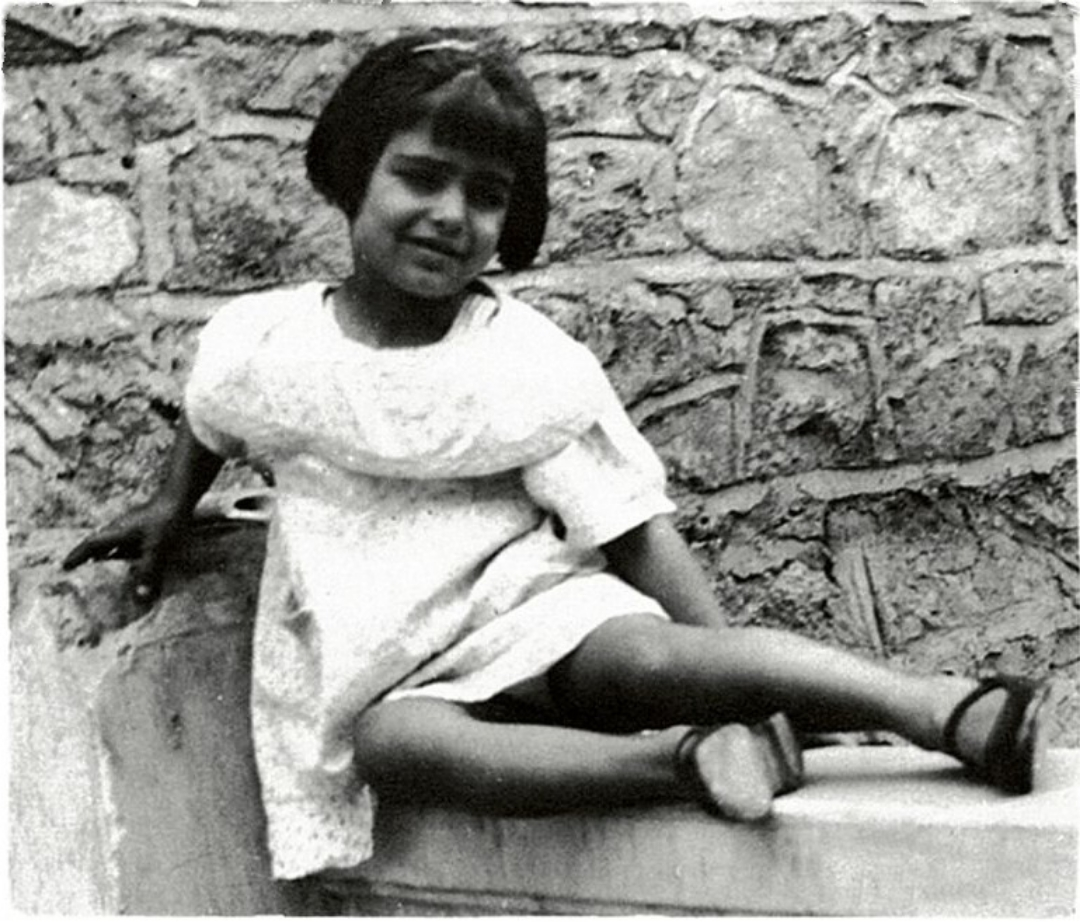
Dalida el 1937

Iolanda Cristina Gigliotti, posteriorment el seu primer nom seria afrancesat com Yolande, va néixer el 17 de gener de 1933 a Shubra, un barri als afores del Caire, Egipte, dins una família de classe mitjana. Els seus pares, Pietro Gigliotti (1904-1945), i la mare, Giuseppina Rossi (1910-1971), eren immigrants calabresos originaris de Serrastretta, a la província de Catanzaro, Itàlia. Iolanda va ser la segona de tres germans: Orlando (1928-1992) i el germà menor Bruno (1936), El seu pare es va convertir en primer violí de l'Òpera Khedivial del Caire, i la família va comprar una casa de dos pisos.
Als deu mesos d'edat, Iolanda va agafar una infecció a l'ull i va haver de portar benes durant 40 dies. De vegades plorava dia i nit, el seu pare tocava cançons de bressol al violí per calmar-la. Va patir operacions de la vista entre els tres i cinc anys. Va haver de portar ulleres al llarg de l'escola primària, per la qual cosa va ser assetjada, com recordà més tard: «Ja n'hi havia prou, prefereixo veure el món desenfocat que portar ulleres, així que les vaig llençar per la finestra». Iolanda va assistir a la Scuola Tecnica Commerciale Maria Ausiliatrice, una escola catòlica italiana situada al nord de Shubra.
En 1940, els forces aliades van portar el seu pare i altres homes italians del seu destacament al camp de presons de Fayed, al desert prop del Caire. Quan Pietro Gigliotti va ser alliberat el 1944, va tornar a casa com una persona completament diferent. Era una persona molt violenta que feia por a Iolanda i altres nens del barri. Més endavant ella recordava: «El vaig odiar quan em va colpejar, el vaig odiar especialment quan va colpejar la meva mare i els meus germans. Vaig voler que morís i així va ser». Iolanda tenia dotze anys quan el pare va morir d'un abscés cerebral el 1945. Aquest trauma va influir en la cerca d'un company masculí la resta de la seva vida.

### Model, actriu i Miss Egipte (1954)
En els seus anys d'adolescència, Iolanda va desenvolupar un interès per la interpretació a causa de la influència de la feina del seu oncle com a projeccionista per a un cinema local. Sovint participava en actuacions escolars al final del semestre, esdevenint força popular al seu barri. Es va graduar el 1951, però finalment va començar a treballar com a mecanògrafa en una companyia farmacèutica el mateix any. Mentre treballava per ajudar econòmicament la seva família, Iolanda encara tenia ambicions com a actriu, mentre continuava buscant l'oportunitat d'avançar.
Poc després, la seva millor amiga Miranda la va presentar a la senyoreta Ondine, per participar en un petit certamen de bellesa del Caire sota dues condicions: ser la mes petita, i que la seva mare, Giuseppina, no ho havia de saber. Quan Iolanda va guanyar el segon premi i Miranda, per segon cop el subcampionat, van ser fotografiades inesperadament i van sortir als diaris Le journal d'Égypte i Le progrès Égyptien. L'endemà, quan Guiseppina se'n va assabentar, li va tallar els cabells. Finalment, la seva mare va cedir i Iolanda va deixar la feina per començar com a model a Donna, una famosa casa de moda del Caire. En el seu vintè aniversari, la seva mare li va donar permís per anar a la competició de Miss Egipte. Celebrada durant la primavera als salons de l'Auberge des Pyramides, va captivar l'audiència en aparèixer amb un biquini amb taques de pantera d'una sola peça. Els jutges van quedar abrumats i Iolanda va guanyar el títol de Miss Egipte de 1954, convertint-se automàticament en representant d'Egipte al certamen de Miss Món 1955 a Londres.
A partir d'aquell esdeveniment se li van obrir les portes amb diversos directors de cinema. Especialment en el cinema egipci quan Marco de Gastyne li va fer el casting per a The Mask of Tutankhamun (1954) i Niazi Mostafa per a la seva participació en The Glass and a Cigarette (1954). En aquest film, apareix amb el seu nou nom artístic, Dalila, perquè, com va explicar el 1968, «era un nom molt freqüent a Egipte i m'agradava molt». També se li va oferir un contracte per a un productor de cinema egipci, però el va desestimar perquè Gastyne li va aconsellar que provés sort a París. Dalila va decidir no representar a Egipte a Miss World 1955, i Egipte no va arribar a competir aquell any a causa de la Crisi de Suez.

### Viatge a Paris i el joc 421
El 25 de desembre de 1954, Dalila va deixar Egipte per anar a París. La seva primera residència era una habitació d'un apartament de l'amic i empresari de Gastyne Vidal. Es va trobar amb bastants directors per a audicions per a papers de pel·lícules, però van fracassar cada vegada. Vidal la va traslladar a un apartament més petit on el seu primer veí era Alain Delon, encara desconegut per a un públic més ampli, amb qui va tenir una breu relació.
La dificultat que Dalila va trobar en els papers com a actriu la va portar a provar la cançó. Vidal la va presentar a Roland Berger, un amic i professor que va acceptar donar-li classes de cant 7 dies a la setmana a un preu baix. Era molt estricte i solia cridar, obtenint una resposta encara mes forta per part de Dalila. Les seves lliçons de vegades acabaven amb un cop de porta, però sempre tornava l'endemà. Tenint en compte el seu progrés, Berger va concertar la seva actuació en el famós cabaret Le Drap d'Or, als Champs-Élysées. Allà va ser descoberta per Jacques Paoli, el director del cabaret La Villa d'Este, que li va organitzar una sèrie d'actuacions. Després d'una d'aquestes, l'autor i guionista Alfred Marchard va aconsellar que Dalila canviés el seu nom a Dalida: «El teu nom artístic s'assembla massa a la pel·lícula Samson i Dalila i no ajudarà a augmentar la teva popularitat. Per què no reemplaça la segona ela per una de?». Ella immediatament va acceptar el canvi.
El 9 d'abril de 1956, Dalida va participar en el concurs de cantants Les Numéros 1 de demain amb la cançó Etrangère au Paradis. Abans de la competició, Eddie Barclay, propietari de la casa productora més gran de França, Barclay Records, i Lucien Morisse, director artístic de la nova emissora de ràdio Europe 1, es van reunir en una cafeteria propera i van discutir què farien aquella tarda. Barclay volia veure una pel·lícula, mentre que Morisse volia assistir a la competició, que se celebrava a l'Olympia, el lloc més gran de París. Van resoldre el seu desacord jugant 421, un joc de daus, en el qual va guanyar Morisse. Juntament amb el seu amic Bruno Coquatrix, el propietari de l'Olympia, van descobrir Dalida, tots tres van quedar impressionats i van organitzar una reunió amb ella. En anys futurs, Coquatrix diria: «[La veu de Dalida] està plena de color i volum, i té tot el que estimen els homes: delicadesa, sensualitat i erotisme». Els tres homes van tenir un paper important en el llançament de la seva carrera.

### 1956-1959: Èxit comercial i fama

#### Primer contracte, èxit nocturn amb Bambino i primer Olympia

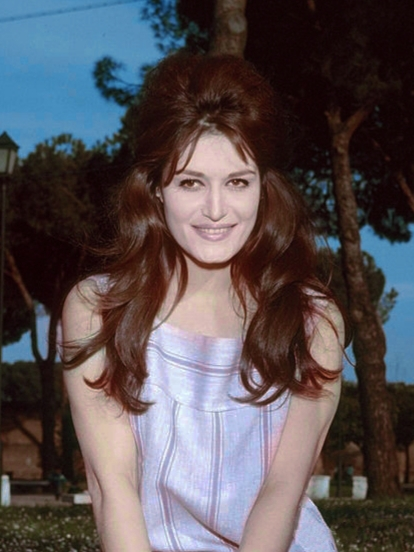
Dalida, a la dècada dels 50

Després de l'actuació a Les Numéros 1 de demain, Lucien va lliurar a Dalida la seva targeta de visita per organitzar una reunió al seu despatx, que va acceptar sense dubtar. Pocs dies més tard, al segon pis de l'edifici del carrer François Ler, interpretava Barco Negro, èxit recent d'Amália Rodrigues, cantant els versos de la capella. Estava molt impressionat, el seu ajudant va demanar més feina amb alguns defectes per a una altra audició davant Eddie Barclay, en persona. El 2 de maig de 1956, a l'oficina de Barclay, a la 9 d'Avinguda Hoche, Dalida va signar un contracte renovable d'un any, amb un percentatge modest en vendes discogràfiques amb la promesa d'augmentar-ho si l'èxit esperat s'aconseguia. Mentre que Morisse era responsable de la promoció de ràdio, Coquatrix va desenvolupar una estratègia per arribar als titulars dels mitjans. Va planificar promocionar-la a través d'una sèrie de concerts, incloent dos concerts a l'Olympia, dues setmanes a Bobino, i un recorregut per províncies. El seu primer disc, Madonna, va ser gravat al juny com a EP, i va aparèixer per primer cop el 28 d'agost de 1956 a Radio Europe n 1, que va ser la seva primera aparició a la ràdio. El disc va aconseguir un gran èxit i va ser seguit per Le Torrent un mes més tard que va rebre una benvinguda igualment encoratjadora. Dalida va continuar actuant en directe al llarg del 1956, mentre els seus promotors treballaven per desenvolupar una cançó que en fes una estrella. Morisse va demanar al lletrista Jacques Larue que escrivís una versió en francès de l'èxit de l'italià Marino Marini Guaglione. Titulada Bambino, es va estrenar com a cançó del títol del tercer EP de Dalida el 28 d'octubre de 1956. Va tenir un èxit immediat, passant 31 setmanes a la part superior de les llistes franceses el 1957, fita que encara conserva el rècord. La cançó va permetre guanyar a Dalida el seu primer disc d'or, la primera vegada que l'aconseguia una dona, el 19 de setembre de 1957 per vendes de més de 300.000 unitats. Impulsant-lo al desembre, Dalida també va fer la seva primera aparició televisiva i el seu contracte es va estendre immediatament durant quatre anys. A continuació, també va rebre la seva primera crítica: «A l'escenari, Dalida apareix en bellesa i calidesa, destacada per una presentació de sobrietat extrema».
La nit del 27 de febrer de 1957, Dalida va celebrar el seu primer concert a l'Olympia, com a acte d'obertura per a Charles Aznavour i va ser àmpliament aplaudida. El llançament de Bambino va ser seguit amb el llançament de quatre EP més, que van ser recollits en els seus dos primers àlbums llançats a mitjans 1957: Son nom est Dalida i Miguel. Després va actuar en una sèrie triomfal de tres setmanes de concerts a Bobino, i a l'estiu es va establir un club de fans, el primer club dedicat a una artista femenina. La segona actuació a l'Olympia va ser al setembre com a obertura per l'actuació de Gilbert Bécaud, quan la façana de l'Olympia s'havia renovat recentment amb un símbol vermell de neó. Bécaud i Dalida es van convertir en els primers dos noms a aparèixer en aquest renovat i emblemàtic escenari. El mes següent va gravar el que esdevindria un dels seus grans clàssics, Histoire d'un amour que li va valer un segon disc d'or. Durant el període de Nadal de 1957, Dalida va tornar a estrenar Gondolier, que es va convertir en el seu major èxit des de Bambino, arribant al número u en les llistes franceses i obtenint el seu tercer disc d'or. A la cara B, Pardon també va resultar popular, arribant al número u a Canadà.
A finals d'abril de 1958, un programa de ràdio va servir per l'enregistrament de Dans le bleu du ciel bleu en els estudis Barclay-Hoche. Immediatament es va demanar una còpia de la cinta i es va emetre per la ràdio. L'emisora es va saturar amb trucades telefòniques que preguntaven sobre la seva disponibilitat. La cançó va substituir Gondolier com a número u a França, va obtenir un rècord de la història de França, per cinc cançons simultàniament al Top 10. Va seguir el seu debut en el premi de la RMC Singer of the Year, que va guanyar per sis anys consecutius. El juny, va iniciar la seva primera gira «TDF avec Dalida 58» (Tour de França amb Dalida); una aparició diària a la ciutat escènica del Tour de França de 1958, que va repetir diverses vegades en pròximes dècades. També va actuar a Alger durant l'estiu, donant suport a la moral dels soldats francesos que lluitaven a la guerra d'Algèria, i va celebrar una nova sèrie de gales a França i Bèlgica que va acabar regularment amb dues hores de signatura d'autògrafs.

#### Reconeixement mundial
Al setembre, Dalida va interpretar papers secundaris en dues pel·lícules B; a Rapt au deuxième bureau i Brigade des mœurs. El 9 d'octubre, va tornar a actuar a Bobino, aquesta vegada durant tres setmanes com a intèrpret principal, on va promocionar el seu darrer llançament Come prima, que es va convertir en el número u de Nadal a França i Bèlgica. En la seva cara B Si je pouvais revivre un jour ma vie va arribar al número u a Canadà. A finals d'any, havia compilat EPs prèviament publicats en dos nous àlbums; Gondolier i Les Gitans. El 26 de desembre de 1958, Dalida es trobava a Nova York amb Morisse on es van contactar amb Norman Granz, l'empresari nord-americà d'Ella Fitzgerald. Aquest la va convidar a Hollywood i li va oferir un contracte de quinze anys per iniciar la seva carrera als EUA. Ella va rebutjar l'oferta ràpidament, dient que volia centrar-se en la seva carrera musical a França, on ja era coneguda amb una base de seguidors assegurada.
Dalida va actuar extensament el 1959, tocant concerts a França, Egipte, Itàlia i Alemanya. A mesura que la seva fama s'estenia fora de França, va començar a gravar cançons en altres idiomes per atendre a altres públics. Al febrer, durant una aparició televisiva, va interpretar una versió de Hava Naguila. El 2 de març, periodistes de la popular revista Music Hall li van atorgar, juntament amb Yves Montand, amb la sala de música Bravos du Music Hall, el premi Victoires de la Musique, pels seus èxits en els últims dotze mesos. Al maig va gravar en alemany Am tag als der regen kam, que va aconseguir el número 1 a Alemanya i li va fer guanyar un altre disc d'or. Durant l'estiu, va versionar la seva pròpia gravació de C'est ça l'amore en flamenc com Ik zing amore, l'única vegada en la seva carrera que va cantar en flamenc. A França, va guanyar cinc Top 10 el 1959, entre les quals destaquen Ciao, Ciao Bambina, i Guitare et Tambourin; ambdues guanyant discs d'or. A Itàlia, va ser guardonada amb Oscar di popolarità i Lupo d'oro per al primer lloc en vendes en vinil. Aquests van ser els seus primers dos premis estrangers, i van augmentar el seu reconeixement internacional. Dalida també va actuar en concerts reeixits a Berlín, Atenes i el Caire, on va actuar al cinema Rivoli que visitava sovint quan era nena. El 23 de setembre de 1959, Dalida va cantar durant tres setmanes al Théâtre de l'Étoile, on es va instal·lar una màquina de jukebox amb el nom Mademoiselle Jukebox, en reconeixement com a artista més escoltada als jukeboxes. Durant la nit de cloenda del Festival de Cinema de Berlín, el 28 de setembre, va ser guardonada amb el premi Golden Lion per Am Tag als der Regen Kam i va saludar amb els musics tocant els seus versos. Al final de l'any, va publicar els seus cinquè i sisè àlbums Le disque d'or de Dalida i Love in Portofino, quan ja havia venut tres milions i mig de discs.

### 1960-1966: Èxits internacionals

#### Transició al Ié-Ié i primer concert com a cantant principal a l'Olympia

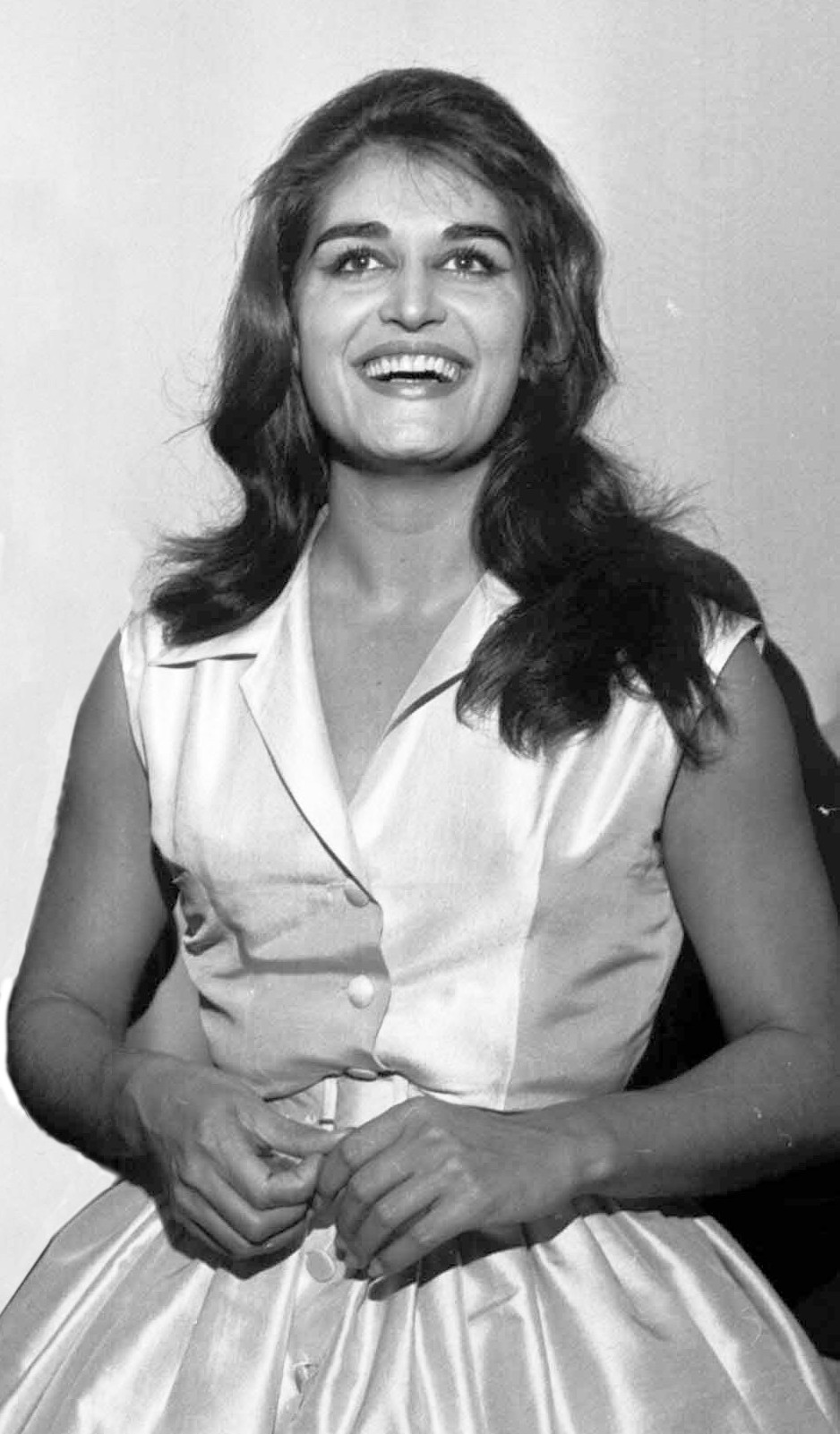
Dalida el 1960

El primer èxit de Dalida el 1960 va ser la cançó T'aimer follement, llançada en EP, que va encapçalar les llistes de França i Bèlgica al febrer. Després es va embarcar en una gira mundial Elle, lui et l'autre. El següent EP, Romantica, també va aconseguir el primer lloc a França i Bèlgica a l'abril. Al juny va sortir, Les enfants du Pirée, i ràpidament es va convertir en el seu segon gran èxit internacional i amb millors vendes. La cançó es va gravar en cinc idiomes diferents, i es va convertir en un èxit d'estiu i un top de les llistes a tot Europa, principalment a França. A Itàlia, va ser guardonada amb un Oscar di Popolarità i un Lupo d'Or per a les millors vendes discogràfiques de l'any.
A França, a mesura que emergia el nou estil musical ié-ié, va gravar la cançó Itsi bitsi petit bikini al setembre. Va ser una de les seves cançons que va esdevenir un èxit internacional a finals de l'estiu, arribant als tops musicals a Europa occidental i al Canadà. També va ser el seu segon disc en vendre més d'un milió d'unitats. A aquest li va seguir Milord, número u a Àustria, Alemanya i Itàlia, pel qual es va conèixer el seu primer àlbum italià. Dalida va completar una gira mundial d'un any, actuant a països d'Europa, Canadà i diversos estats àrabs. Per Nadal, va gravar l'EP Joyeux Noël Dalida, que va ser promogut a l'episodi de Cap d'Any del Show de Dalida, emès en televisió francesa amb una audiència de gairebé sis milions.
El 1961, la majoria de les cançons que va publicar van ser versions de cançons estrangeres, moltes d'elles recollides en el seu àlbum Dalida Internationale. Al gener, va llançar l'EP Garde Moi la Derniere Danse, el seu major èxit de França, arribant al segon lloc. Després va marxar a una altra gira mundial, titulada Dalida Internationale, sortint de Teheran davant de la família real iraniana. La gira va ser seguida per la sortida de la cançó Canta in Italiano, i d'altres cançons que van entrar a les llistes internacionals de top 10 com Nuits d'espagne i Tu ne sais pas.A l'abril, va editar Pepe, un gran èxit a Àustria i Alemanya, i 24.000 petons de fans únicament a Àustria. A finals de la primavera, va anar a Itàlia per treballar a la pel·lícula Parlez moi d'amour. En tornar a França, va filmar el seu primer Scopitone per la cançó Loin de moi. La gira va finalitzar a principis de desembre amb la seva primera residència de concerts a l'Olympia, que va ser una actuació en que es van exhaurir les entrades. L'estrena va ser retransmesa per Radio Europe N ° 1. Va ser felicitada per Edith Piaf, que li va dir: «Després de mi, seràs tu». A finals de desembre, va completar la seva gira mundial a l'Ancienne Belgique.

#### Enregistraments d'èxit i grans gires

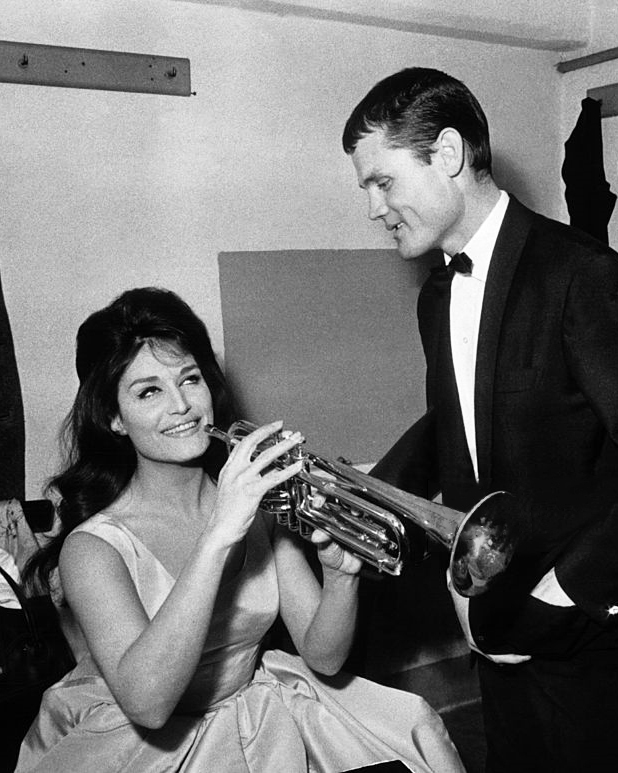
Dalida amb Chet Baker, a Itàlia el 1962

El gener de 1962, va realitzar una gira per Canadà on Tu peux le prendre havia arribat al número u. El 5 de febrer, en un programa de televisió francès Toute la Chanson, interpretava una versió de La Leçon de Twist, acompanyada al piano per Johnny Hallyday. Va ser seguit per la sortida del seu altre èxit ié-ié Achete-moi un Juke-box. D'abril a juliol va recórrer Itàlia i Vietnam. A Saigon, la popularitat de Dalida va conduir a la congestió del trànsit quan va actuar, però les autoritats locals van interrompre el seu espectacle durant una interpretació de La Leçon de Twist perquè la cançó es considerava un acte polític. Al voltant d'aquesta època, va gravar Le Petit Gonzales, que va superar les llistes internacionals al mes següent, i es va convertir finalment en el seu enregistrament de ié-ié amb més èxit. Al setembre, Dalida presentaria la seva última cançó Le jour le plus long a la primera planta de la Torre Eiffel. La cançó va ser llançada amb un video musical en el qual va ser vestida de soldat. El video va ser distribuït per Scopitones en cafès i la cançó va aconseguir el número u a França. La va seguir el llançament de l'àlbum també anomenat Le petit Gonzales.

El gener de 1963, després de l'èxit de Tu Croiras, va rebre el premi Cortina d'Ampezzo per a vendes discogràfiques a Itàlia. Després d'això, Dalida va anar a Hong Kong durant tres mesos a filmar L'Inconnue de Hong-Kong. Durant la filmació, va gravar Le jour du retour, un xou de juliol a Canadà. La pel·lícula es va estrenar a l'agost, just abans del començament del seu World Tour 63. La gira va ser un èxit, amb concerts venuts a Alemanya, Canadà, Hong Kong, Fort-de-France, Brasil i els països de l'Est. A Algèria, es va convertir en la primera artista francesa que va aparèixer des de la proclamació de la independència. Aviat, la popularitat de Scopitones la va situar molt per davant d'altres cantants, i va ser guardonada amb l'Oscar World Jukebox per ser l'artista més escolta a les jukeboxes d'Europa. El seu bestseller de final d'any es va convertir en cançó Eux, que també va tenir el mateix nom per a l'àlbum en el qual va aparèixer la cançó. La cançó es va gravar a l'octubre i es va enregistrar en quatre idiomes diferents. Això va impulsar-la internacionalment per superar més d'un milió d'audiències en l'últim trimestre del mateix any, i va ser guardonada amb el seu primer Oscar mundial de l'últim disc.

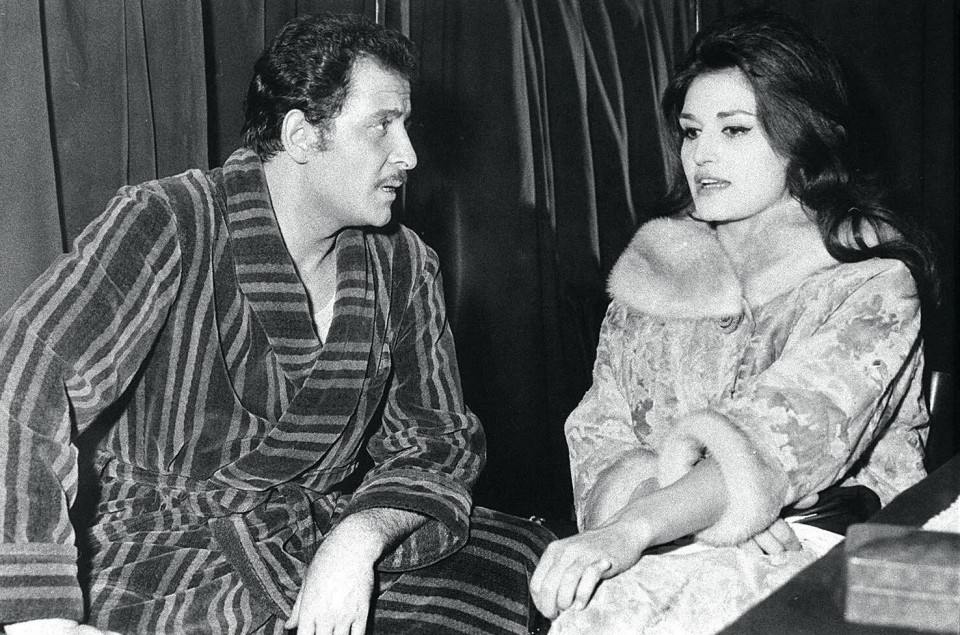
Dalida amb Domenico Modugno, el 1962

El gener de 1964, immediatament va començar una nova gira mundial des de Fort-de-France. En suport de la seva gira, també va llançar un EP Ce coin de terre, que va tenir èxit i va ser impulsat internacionalment. La gira va començar l'11 d'abril i va viatjar a 30.000 km en cotxe durant els seus cinc mesos de durada. A Draguignan, el 14 d'agost, va aparèixer amb pèl ros per primera vegada. El juliol va treure Chaque instant de chaque jour. La gira finalitzà al setembre i tornà a l'Olympia per tercer cop com a artista principal de concerts, amb entrades esgotades novament.

#### Disc de platí i debut llatinoamericà amb Zorba

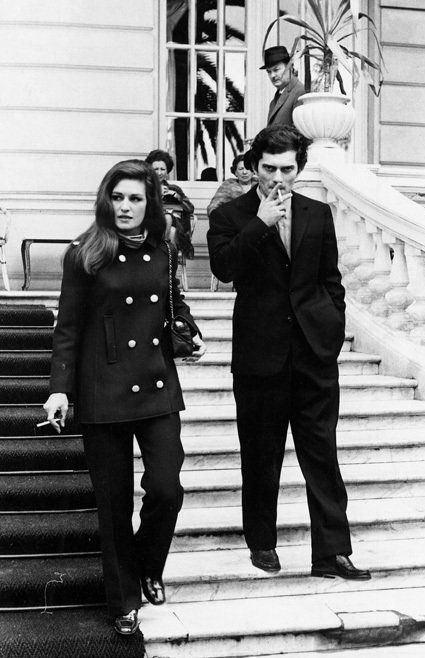
Dalida amb Luigi Tenco, al Festival de la cançó de Sanremo de 1967

L'últim llançament de 1964 va ser Amore scusami al novembre, que va promoure a través d'aparicions televisives i amb un video Scopitone a la seva caraB, Je n'ai jamais pu t'oublier. L'EP va ser un altre èxit com a número u de França, i va guanyar un disc d'or el gener de 1965. Al mateix temps es va convertir en la primera persona a obtenir el disc de platí per a vendes acumulades de més de 10 milions de discos des del seu debut el 1956. Al febrer de 1965, es va embarcar en una altra gira per Canadà i Europa, i va llançar la cançó Viva la pappa. La seva cara B, La sainte totoche, va ser aplaudida pels crítics, ja que va tocar el tema de «el comportament hipòcrita dels homes cap a les dones». En una enquesta duta a terme per IFOP el 24 d'abril de 1965, Dalida va ser triada la cantant francesa preferida de la dècada, per sobre d'Edith Piaf.
Després del seu llançament al juny, La danse de Zorba es va convertir en un èxit d'estiu, aconseguint el primer lloc a França i Brasil i en les llistes de molts més països. A l'agost, va afegir Marroc i Algèria com a tercera part de la seva gira en curs, i va publicar Wenn die Soldaten, el seu primer disc en format únic. Després va viatjar a Itàlia per filmar Menage all'Italiana. A finals de setembre, va llançar l'EP Il silenzio i un àlbum del mateix nom. La cançó Il silenzo va ser gravada en diversos idiomes i va encapçalar les llistes a Europa, Canadà i Amèrica Llatina, convertint-se en la seva segona cançó amb més èxit en aquell continent. Scandale dans la famille també va ser ben rebuda a Canadà i França.
El 1966 va estar marcat per una extensa gira mundial d'un any que va començar el 13 de febrer a París, i va acabar el 31 de desembre a Tolosa. Va recórrer Canadà, Amèrica Llatina, estats àrabs i tot Europa. El cordobes va ser el seu primer EP de l'any, publicat al gener i aconseguint l'èxit a les cartelleres d'Amèrica Llatina i Europa. A partir de gener, Dalida va començar a incloure familiars en la seva carrera artística com la seva cosina Rosy com a secretària, i el seu germà Bruno com a director artístic. Al maig, va conèixer a El Cordobes a Tolosa durant una trobada informal. Al mes següent es va estrenar Parlez molt de lui, incloent cançons basades en experiències de la seva vida privada. Durant l'estiu, a la televisió italiana de Roma, va interpretar a Bang Bang, que va ser el seu èxit número u del moment a Itàlia i Argentina. Al setembre, els seus directius italians van suggerir-li que participés amb Luigi Tenco, un nou cantautor avantguardista, al proper Festival de la cançó de Sanremo. Tot i que en anys anteriors havia declinat anar al festival, va acceptar perquè va veure l'oportunitat d'arribar a un nou públic especialment en els joves. També va aparèixer a la pel·lícula La Morale de l'histoire, que incloïa el llançament de Je sortirais sans toi. A l'octubre, va publicar el seu últim EP de l'any Petit Homme, que va obtenir un gran èxit a Europa, Canadà i Argentina.

### 1967-1974: Nova carrera

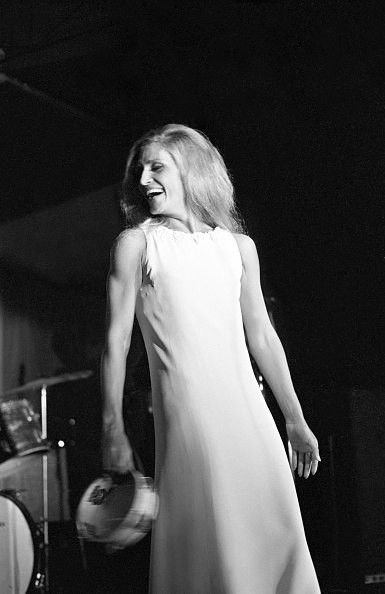
Dalida en concert a Fregene prop de Roma el 1968.

En les primeres setmanes de 1967, Dalida va publicar la versió francesa del senzill Ciao amore, ciao. Va cantar la cançó al Festival de Música de Sanremo el gener de 1967, però no va seguir endavant. Una altra vegada, al novembre, va organitzar quatre setmanes d'espectacles a l'Olympia, amb entrades exhaurides. Després de la primera nit del concert, va llançar, per primera vegada, un àlbum anomenat anomenat Olympia67. Va continuar actuant a l'Olympia fins al seu últim espectacle el 1981, celebrant setmanes de concerts cada 3 o 4 anys. L'àlbum contenia noves cançons juntament amb Ciao amore, ciao.
De retorn a França a finals del 1967, va gravar la nostàlgica cançó Le temps des fleurs influenciada per la música tradicional russa. Després del seu llançament a principis de 1968, la cançó va aconseguir les primeres posicions. El mateix any va guanyar l'Oscar de Canzonissima, guardonat pel major programa de televisió d'Itàlia. Al desembre, va ser guardonada amb la Médaille de la Présidence de la République per Charles de Gaulle, president francès en aquell moment. Dalida ha estat l'única persona del món de l'espectacle que ha rebut aquesta distinció.
Durant aquest temps, la seva personalitat va canviar per complet. A partir de 1968 va mostrar gran interès per filòsofs com Freud, David Cooper o Jean Hamburger, escollint cançons amb lletres més profundes. Va intentar cercar el seu món interior, tot i declarar que cantaria només aquelles cançons que tinguessin un significat per a ella. Els nous llançaments de cada any eren malenconiosos o totalment vinculats a la seva vida personal. Això va ser totalment influït per la mort de Tenco. També, des de 1969 fins a 1972, anava sovint a Àsia per fer retirs espirituals amb gurus. Els primers anys de la dècada de 1970 es van convertir en un període de transició per la cantant, destacat per recórrer Europa, Àsia i Japó. Va gravar el popular èxit Darla dirla dada el 1970. A partir d'aquí va començar a afegir cançons més alegres al seu repertori.
Bruno Coquatrix va qüestionar-se l'evolució de la carrera de Dalida, i va dubtar en reservar-la per una sèrie d'actuacions el 1971. No obstant això, Dalida va contractar el saló i tots els 30 dies de l'espectacle van rebre una resposta pública impressionant. De nou va llançar l'àlbum nomenat Olympia71 com un àlbum en viu (primer live LP en la seva carrera). Tots els seus tres àlbums Olympia de la dècada es van enregistrar en directe.

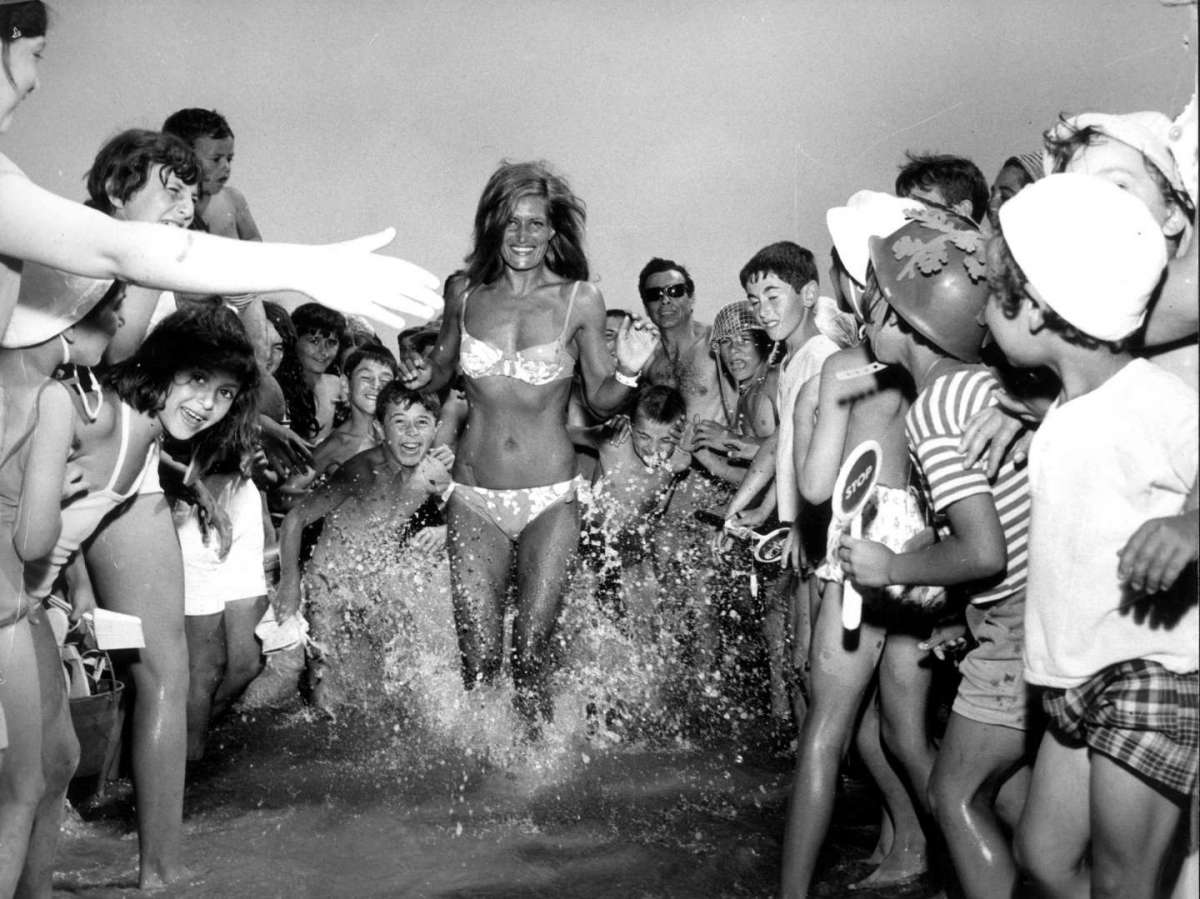
Dalida divertint-se a la platja de Senigallia, Itàlia, durant un descans al Cantagiro del Juliol de 1968.

En 1972, va cobrir el tema de Godfather en francès com Parle plus bas, venent més de 300,000 còpies. Aquest mateix any va conèixer a Richard Chanfray, un personatge mediàtic dels setanta que assegurava ser el Comte de St. Germain. Fent duet amb Aladin Delon, l'any 1973 va gravar Paroles Paroles, que va arribar al número 9 a França, # 17 a Turquia, # 3 a Mèxic i Portugal i # 10 al comtat de Valònia i número 28 al Japó. Alguns dels seus altres èxits d'aquest període van ser Petruska (1969) a Alemanya, i Mamy Blue (1971) a Itàlia.
A finals de 1973, Dalida va publicar el single promocional a la cara A Il venait d'avoir 18 ans, i a la cara B Non ce n'est pas pour moi. En aquesta mateixa època, va publicar l'àlbum Julien que recopila la major part de les seves cançons de 1973. La cançó Il venait d'avoir 18 ans aviat va començar a tenir èxit i es va estrenar novament a principis de 1974, però com a cara B amb el senzill Gigi l'amoroso. El tema Il venait d'avoir 18 ans va arribar al número 3 a Quebec, número 16 a Bèlgica, número 13 a Alemanya, i número 37 a Itàlia. Per la seva banda, Gigi l'amoroso va guanyar al disc de Strangers in the Night de Frank Sinatra, que des de 1966 havia estat el més venut del Benelux i número 4 a França, i número 1 a Suïssa número 2 a Holanda, número 1 al comtat de Flandes, numero 3 a Quebec, número 2 a Espanya i número 59 a Itàlia. La primera actuació d'ambdues cançons va ser durant els seus concerts a Olympia 1974. Les quatre setmanes d'actuació van quedar esgotades, amb un gran triomf per la cantant, i van ser seguides de nou amb un àlbum en viu Olympia75.

### 1975-1980: període disco
Al febrer de 1975, els crítics de música francesos van atorgar a la cantant el prestigiós Prix de l'Académie du Disque Français. Un viatge de 1974 a 1975 seguiria aquest període de vendes sense precedents. Durant el 1975, va publicar el duet Et de l'amour de l'amour amb el seu company Richard. Aquest senzill va aconseguir el número 16 a França.
Cap a finals de 1975, Dalida va llançar un nou disc que recollia algunes cançons dels senzills llançats entre 1974-1975 més un nou material. La majoria de les cançons van ser del mateix gènere, excepte la cançó disco J'attendrai. Aquesta cançó va guanyar èxit immediatament i es va estrenar com a solista el gener de 1976. Va aconseguir el número 1 en les llistes franceses i va ser el primer èxit de la música disco francesa als països de parla francesa. En aconseguir-ho, Dalida ostenta el títol d'inventora de la música disco francesa. La cançó és una adaptació de la italiana Tornerai, amb lletra de Nino Rastelli i música de Dino Olivieri, inspirada en una melodia de Madama Butterfly. Cantada originalment per Rina Ketty el 1938, poc temps la gravarien Tino Rossi i Jean Sablon. Sobre la mateixa època, la popularitat dels espectacles de varietats va anar en augment a França, i Dalida va començar a fer aparicions televisives setmanalment a França i arreu d'Europa.
Després del seu èxit disco, a mitjan 1976 va llançar un nou àlbum amb cançons completament noves, la majoria del gènere disco. El més destacat va ser Besame mucho (número 7 a França i número 10 a Turquia). El 1977 va ser un any reeixit per a Dalida, tant en la seva vida privada com professional. Va llançar tres àlbums. Un d'ells va ser en viu: Olympia77, publicat després del seu nou èxit de quatre setmanes a l'Olympia el 1977. Els altres dos van ser àlbums amb cançons completament noves. Salma Ya Salama es va convertir en el primer èxit de Raï al món. Originalment cantada en àrab, la cançó es va traduir al francès, l'italià i l'alemany. Part de les lletres es basen en una antiga cançó popular egípcia sobre la nostàlgia i la celebració de la nació egípcia.
Dalida va continuar recorrent el món, incloent als EUA, per segona vegada des dels anys cinquanta, actuant dues nits al Carnegie Hall de Nova York el novembre de 1978. La critica del New York Times del concert del Carnegie Hall va elogiar l'actuació de Dalida i va assenyalar la seva intimitat i intensitat, revelant la seva personalitat. La majoria dels assistents eren ciutadans francesos. Els concerts es van gairebé exhaurir, però no obstant això, va ser un altre triomf personal. A causa del concert, es va oferir per segona vegada un contracte per actuar als Estats Units, però ella es va negar novament. Al febrer, durant la seva gira de 1977 a Canadà, un fanàtic obsessionat va intentar segrestar-la utilitzant un martell però no va tenir èxit.

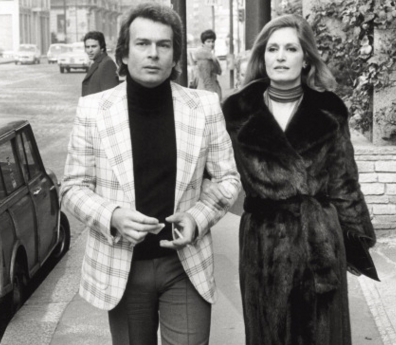
Dalida amb Saint-Germain, el 1975

Altres actuacions de Dalida van incorporar els temes "The Lambeth Walk", cantada en anglès i francès. La cançó "Je suis malade", escrita i realitzada originalment per Serge Lama, va ser un èxit de Dalida durant 1977, encara que l'havia tret anteriorment el 1973. El 1979, Dalida va gravar el seu major èxit discogràfic, "Monday, Tuesday ... Laissez- molt danser ". La cançó va ser un èxit, arribant al número 1 en les llistes franceses. A finals de 1979, va publicar la cançó semi-biogràfica "Comme disait Mistinguett", on, a través de la música, parla de si mateixa d'una manera divertida. El seu debut de 1980 va estar marcat pel llançament d'un gran hit discogràfic, "Rio do Brasil". Llavors va publicar l'àlbum Gigi in Paradisco, anomenat per a la cançó del títol, que va ser una seqüela del seu anterior hit "Gigi l'amoroso". El 1979, Dalida va conèixer a Lester Wilson. Amb la intenció de treballar junts, es va convertir en el coreògraf del seu proper espectacle al Palau dels Esports, anunciat per a gener de 1980. En total, Dalida va actuar durant tres hores al dia durant quinze dies, amb deu canvis de vestuari i dotze ballarins davant d'un públic de prop 90.000 persones. En el Palau dels Esports de París, com a lloc de masses més gran de París, i un dels més grans de França, va conèixer el mateix triomf que a Olímpia.
Després de l'espectacle, Dalida va treure el doble àlbum en viu Le spectacle du Palais des Sports 1980 i va organitzar una nova gira europea i una petita gira mundial. Va recórrer tota l'Europa occidental i oriental excepte Iugoslàvia i la URSS. També va tenir concerts a Brasil, EUA i Canadà. Quan va tornar, va organitzar un recorregut per tota França, dedicant més de 20 concerts de venda mensuals als pobles i ciutats franceses. El 1980, els problemes de la seva vida privada van aparèixer de nou i es van veure reflectits a la profunda cançó "À ma manière".

### 1981-1987: anys de maduresa com a Diva
Molt ràpidament Dalida va abandonar la música disco i va començar a cantar cançons més lentes, melangioses i profundes, amb instruments típiques de 1980. Tot va ser causat de nou per l'escalada de problemes en la seva vida privada: trencament amb St. Germain el 1981. Aquest mateix any, va començar a cantar amb més freqüència la seva cançó de 1973 "Je suis malade". Les seves actuacions d'aquesta cançó durant aquest any i posteriors, són avui una de les seves actuacions més recordades. Aquesta cançó també s'ha convertit en una de les seves lletres distintives.
De març a abril de 1981, va portar a terme un mes de concerts totalment exhaurits a l'Olympia de París, emulant la seva exitosa gira de 1980. Es va convertir en el seu últim concert de Olympia perquè l'any següent, l'Olympia va quebrar fins al 1989. La nit de la seva actuació inaugural, es va convertir en la primera cantant que va obtenir un disc de diamants, en reconeixement de les seves vendes rècord que havien arribat als 45 milions. Olympia va ser seguit pel llançament del seu últim àlbum Olympia, anomenat Olympia81, però aquesta vegada, no va ser gravat en directe. També va refusar servir de model per Marianne de França. En lloc de la discoteca, Dalida va començar a gravar música de ball, que aviat substituiria el gènere disc en els clubs francesos. A finals de 1981, va protagonitzar un espectacle de televisió de cap d'any anomenat Special Dalida. Ella co-presentar i va cantar les seves cançons.
A principis de 1982, va tenir moltes aparicions a la televisió, cantant cançons encara inèdites, seguit de llançament del nou àlbum de ball, Special Dalida. Les cançons més recordades de l'àlbum són les cançons Jouez bouzouki, Danza i la moody (psicològica) Nostalgie. Dalida va emprendre una nova gira mundial el 1982 i va passar la major part de 1982 a 1984 interpretant concerts a Rio de Janeiro, a Europa a Àsia. Va fer moltes aparicions televisives en els anys vuitanta. A l'estiu de 1982, durant la Copa Mundial de la FIFA, com molts altres cantants, Dalida va publicar una cançó per a l'equip francès, La chanson du Mundial (número 17 a França).
Durant els primers mesos del 1983, va publicar diverses cançons, la més destacada de la qual va ser Mourir sur scène. La cançó de ball i pop té lletres molt profundes i va obtenir un gran èxit, resultant un dels seus segells com a intèrpret. La major part de les seves cançons de 1983 van ser recollides en el seu àlbum publicat a mitjan 1983, Les p'tits mots, que també comptava amb els senzills Lucas i Bravo.
A principis de 1984, les seves dificultats personals van tornar a augmentar; sense poder dedicar tant temps a la seva carrera com ella hauria desitjat. No obstant això, va gravar una nova col·lecció de cançons principalment de ball, incloent "Soleil" i "Kalimba de Luna". A mitjans de 1984, va gravar l'àlbum Dali, una col·lecció de totes les seves cançons llançades aquell any. Per promoure l'àlbum, es va promoure un especial de televisió a la VHS anomenada Dalida Idéale. Va ser filmada el 1984 i dirigida pel llavors altament qualificat Jean-Christophe Averty. Inclou Dalida cantant en set idiomes i balla els èxits de la seva trajectòria anterior amb els millors efectes de vídeo disponibles en el moment, i amb més de 40 vestits dels millors dissenyadors de moda francesos i internacionals. Incorporava el seu Glamour i DIVA de la seva etapa disco de la fi dels setanta.
Els problemes oculars van tornar a afectar Dalida. Va sofrir dues grans operacions oculars el 1985 i va mantenir la seva carrera aturada, ja que li era difícil compagina les llums de l'escenari amb les actuacions. Va publicar Reviens-moi, una versió del Last Christmas de George Michael. A principis de 1985, va fer ocasionalment actuacions en directe, a més de nombroses aparicions televisives. Quan els seus ulls es van recuperar a mitjans de 1985, va acceptar el paper d'una jove àvia a la pel·lícula de Youssef Chahine, Le Sixième Jour. Com que sempre va voler convertir-se en actriu, va ignorar la carrera de cantant i va dedicar-se plenament a la pel·lícula. Va tornar a França per promocionar-la a la fi de 1985.
El 1986, va estrenar Le Visage de l'amour amb més enregistraments nous i alguns senzills de l'àlbum, que es convertiria en el seu darrer treball. Le temps d'aimer i Le Vénitien de Levallois eren cançons que no arribaven a les llistes després del seu llançament. Ella va promocionar l'àlbum, però no tan be com ho feia prèviament, a causa de problemes en la seva vida privada que mai no li havia afectat tant des de 1967. Dalida, per tant, va passar més i més temps a casa sola o sortint amb amics en un intent de divertir-se, descuidant novament la seva carrera professional. Dalida va deixar de crear noves cançons a l'estudi d'enregistrament, en lloc de dedicar-se a fer concerts. Es dedicaria a organitzar novament molts concerts i cantant els seus èxits coneguts, Dalida va ser reconeguda per les increïbles representacions en espectacles, en els que portava el seu vestuari des de 1980-1982. Va cantar cançons de musica disco i amb glamur del mateix període, com Je suis toutes les femmes, Gigi in paradisco, Il faut danser reggae, Monday, Tuesday..., Comme disait la Mistinguett.
A principis de 1987, Dalida va entrar en una depressió severa, tot i intentant superar-la. Encara que no havia registrat noves cançons, va recórrer internacionalment des de Los Angeles fins a l'Orient Mitjà. Com a part de la seva promoció musical del 1978, moltes de les seves cançons van aparèixer diàriament a la televisió, a més de nombroses aparicions televisives destacades en els talk shows de 1986-1987. La seva última aparició a la televisió en viu va acollir el Nuit des César el 7 de març de 1987. La seva última actuació en directe va tenir lloc a Antalya, al teatre antic d'Aspendos, Turquia del 27 al 29 d'abril de 1987, just abans del seu suïcidi. La seva actuació no va ser gravada per la televisió nacional de Turquia, que era l'únic canal de televisió del país.

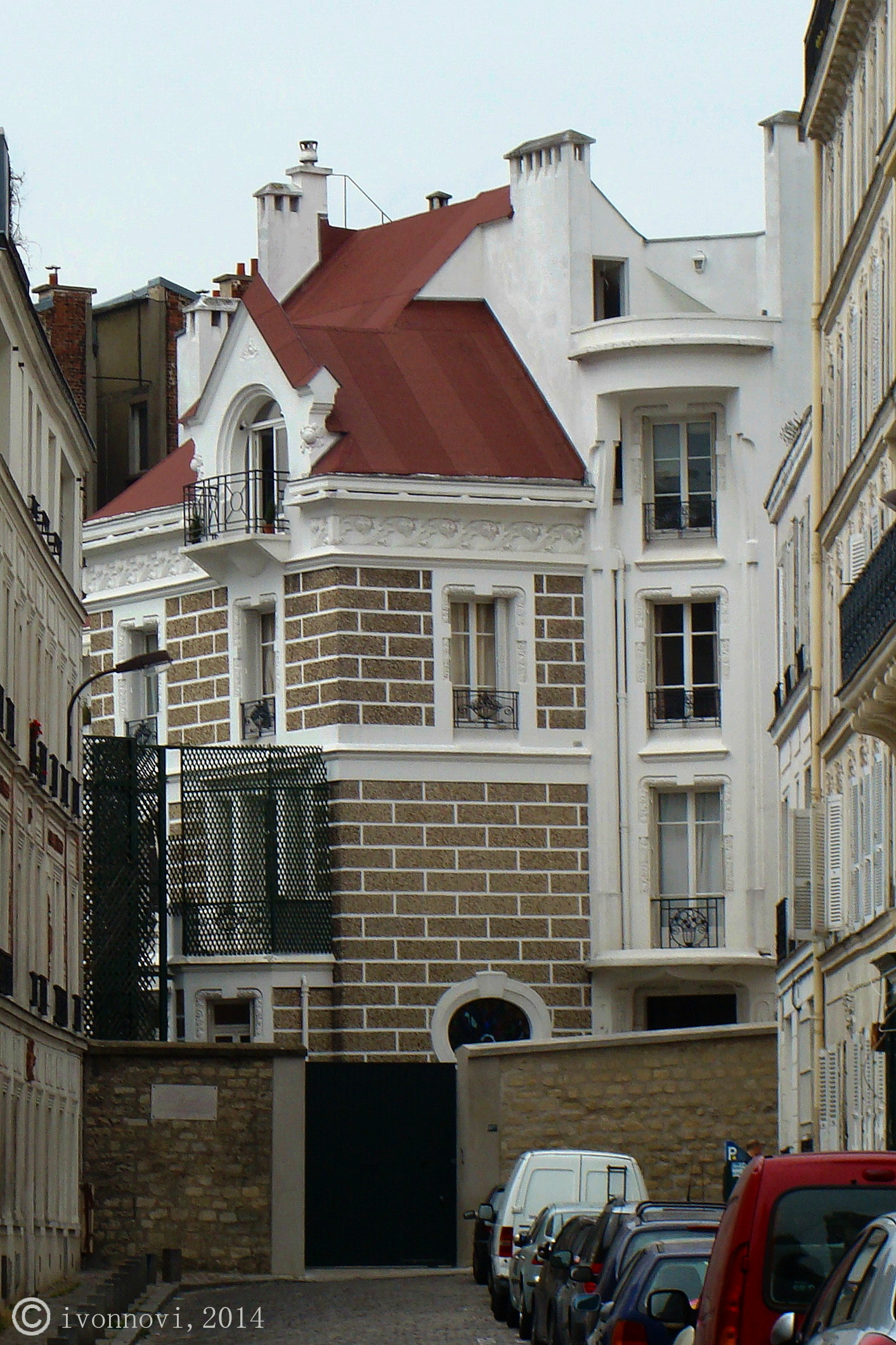
Casa de Dalida a Montmartre

## Mort
En els últims anys de la seva vida, Dalida sofria de depressió crònica. En el seu darrer concert a Turquia del 26 al 28 d'abril de 1987, ja no se la tornarà a veure mai mes en públic. A la tornada d'aquest concert, sembla apagada, fumant compulsivament i amb insomnis que es multipliquen.
El 2 de maig 1987 fa creure al seu entorn proper que anirà a veure a la nit la comèdia Cabaret, de Jérôme Savary, que s'interpretava al teatre Mogador, i sortir a sopar amb François Naudy. Però, en realitat, François Naudy no confirma la cita, cosa que li molesta especialment. A la nit del 2 al 3 de maig de 1987, es queda sola a la seva casa del 11 bis del carrer Orchampt, i se suïcida per sobredosi de barbitúrics, s'empassa un got de whisky (alcohol, que multiplica l'efecte dels fàrmacs). La seva encarregada de vestuari descobreix el seu cos inert el 3 de maig cap el vespre.
Deixa dues cartes, una al seu germà Orlando, un altre al seu company, i una paraula, probablement, a l'atenció de la seva audiència: «La vie m'est insupportable... Pardonnez-moi» (La vida m'és insuportable... Perdoneu-me).
Tenia 54 anys. Seguia així el cami que també havien seguit els seus tres grans amors: Luigi Tenco (mort en 1967), Lucien Morisse (ex marit de Dalida, que es va suïcidar el 1970) i Richard Chanfray (suïcidat en 1983). Està enterrada a la capital francesa, en el cementiri de Montmartre.
La mort de Dalida va commocionar tot França. En el funeral, Claude Manceron, oficialment en nom del president de la República, François Mitterrand, va parlar en nom de tota la nació en expressar com a comiat: «Yolanda, adéu. Dalida, gràcies».

## Compromisos

### Defensa de la causa homosexual
Encara que l'homosexualitat seguia sent un tema relativament tabú, va ser partidària de la causa LGTB. Particularment, va tocar cançons que la van fan popular amb la comunitat gai, com Pour ne pas vivre seule et Depuis qu'il vient chez nous. La temàtica LGTB era molt sensible per la cantant, ja que l'envoltaven alguns personatges gais reconeguts, com Pascal Sevran i Bertrand Delanoe. Durant la seva carrera i després de la seva mort, Dalida ha tingut molts aficionats del públic homosexual.

### Lluita contra la sida
L'any 1984, Line Renaud i Dalida van organitzar una gala a favor de la investigació sobre la sida, que va arribar a moltes persones al seu cercle. S'hi van adherir diversos artistes populars coneguts d'ambdues artistes, com Thierry Le Luron i Nana Mouskouri.

### Opinió política

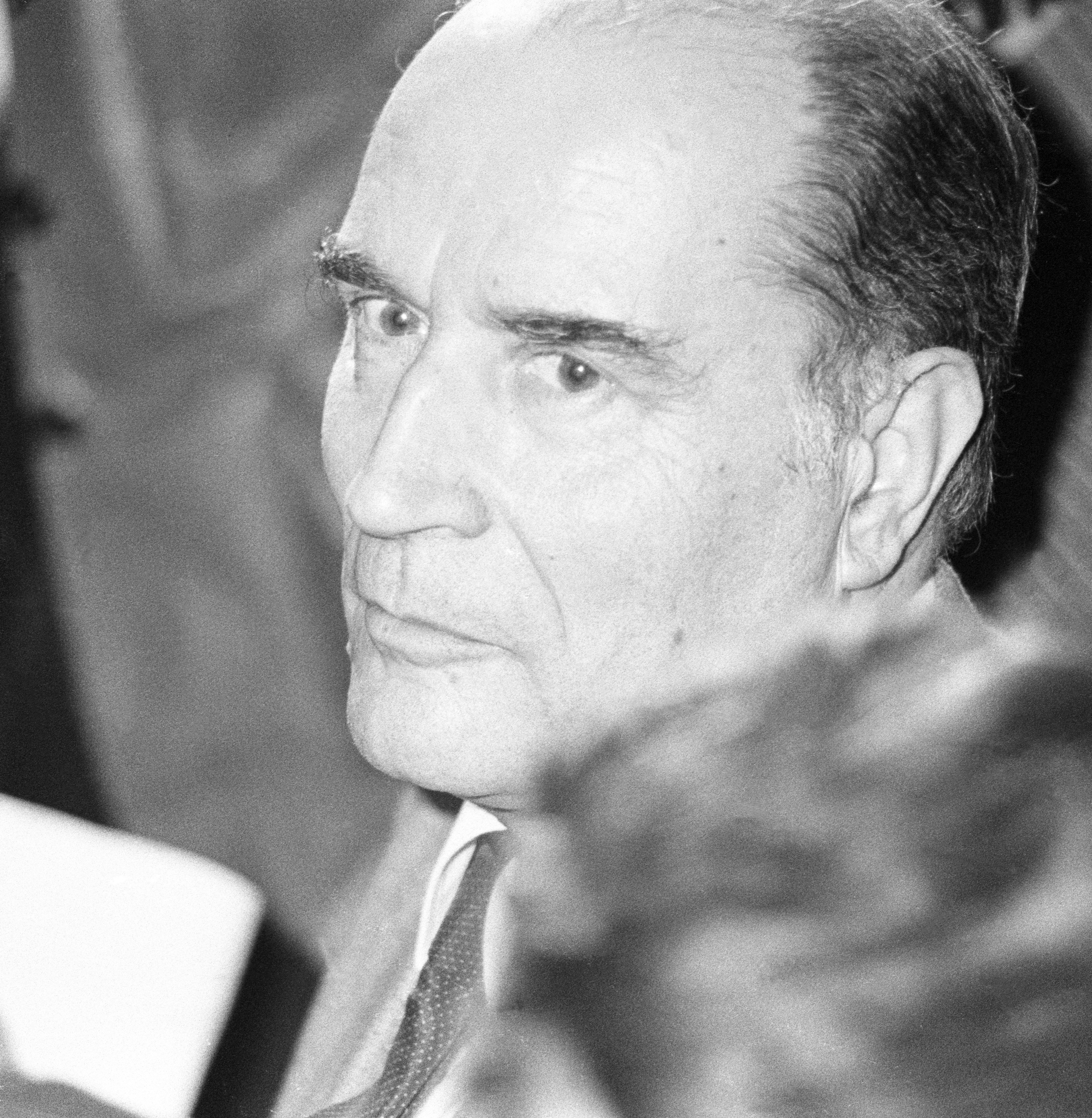
Dalida se la va relacionar amb François Mitterand durant les eleccions presidencials del 1981

El suport de Dalida a François Mitterrand durant les eleccions presidencials de 1981 va tenir un impacte negatiu en la carrera de la cantant. Durant la seva carrera, Dalida no s'havia manifestat gaire sobre la seva opinió política. Però tot indica que en la seva joventut havia recolzat l'acció del General de Gaulle.
Invitada per Gaston Defferre a una manifestació del Partit Socialista organitzada a Marsella a principis dels anys 1970, es va reunir amb François Mitterrand. Després es va convertir en una amiga íntima del primer secretari del PS, o fins i tot en la seva amant segons diverses fonts. En vistes de l'elecció presidencial de 1981, canta a diverses reunions de François Mitterrand, tot indicant que recolza «un home i no un partit». El 21 de maig de 1981, durant la inauguració presidencial de Miterrand, es troba al capdavant de les personalitats que pugen a la rue Soufflot al seu costat.
Però la seva amistat amb el president Mitterrand, que no es recorda d'ella després de la seva elecció, divideix el seu públic. L'abril del 1983, durant un esdeveniment organitzat per Line Renaud, va fer un càlid petó al líder principal de l'oposició, Jacques Chirac. Mentre Dalida deia ser apolítica, dedicant-se als seus fans, els mitjans de comunicació van qüestionar la potencial significació política d'aquest gest i ho van veure com el principi del fi de la col·laboració de Dalida amb Mitterrand i el seu equip.

### Suport per a ràdios lliures
El novembre de 1981, es permet a les ràdios lliures la transmissió en la banda de FM a França, però sota certes condicions: limitació de la potència del transmissor, per no confondre amb les altres estacions de freqüència de ràdio en ser associativa, és a dir, no comercial.
El 1984, l'Haute Autorité de la communication audiovisuelle va anunciar el cessament temporal de la radiodifusió per RFM, NRJ i altres ràdios gratuïtes. Aquestes llavors van cridar a manifestacions i van ser recolzats per personalitats com Dalida, Guy Lux, Jean-Luc Lahaye, Johnny Hallyday i François Valéry. Sota pressió, l'Assemblea Nacional aprova una llei que permet a les emissores de ràdio que desitgin passar estatut associatiu a comercial. Després d'aquestes demostracions, Dalida és nomenada padrina de la ràdio NRJ, dirigida llavors pel seu amic Max Guazzini.

## Llegat
Des de la seva mort Dalida s'ha convertit en tota una figura de culte per a una nova generació d'aficionats.
Ja en vida, va ser objecte d'estima i reconeixement. El 1981, se li va oferir el títol de "Marianne" de França, per tal que la seva cara aparegués en el bust d'aquest símbol francès, cosa que va refusar. Encara que va tenir facilitat per cantar amb diferents llengües, principalment cantava en francès. Diversos èxits musicals van arribar més enllà de les fronteres dels territoris francòfons durant la seva carrera, com: J'attendrai, Gigi l'amoroso, Monday, Tuesday..., Laissez-moi danser.
El 1988 es va publicar un sondeig per l'agència Sofres sobre una classificació dels esdeveniments i personalitats que mes havien marcat l'opinió pública francesa de 1968-1988. La mort de Dalida (10%) va arribar a la segona posició just després de la mort de Charles de Gaulle (16%), i per davant de Joan Pau II (7%) i la mare Teresa (3%). D'acord amb un sondeig d'IFOP (Institut français d'opinion publique) a França el 2001, Dalida és amb Edith Piaf, la cantant pop que més ha marcat la siegle XX.
A nivell musical, Charles Aznavour va dedicar De la scène à la Seine el 2000. El 2017, Ibrahim Maalouf reconstruí un àlbum amb tots els èxits de la cantant cantades per altres artistes com Mika que revisa Salma ya Salama, Mónica Bellucci, que reprèn Paroles... Paroles...o Alain Souchon, que torna a cantar Bambino. En 2018, el raper Soolking enregistrava l'àlbum Dalida en homenatge a la cantant que te reminiscències del seu èxit Paroles... Paroles...
Al teatre, la obra Dalida, à quoi bon vivre au mois de mai ? de Joseph Agostini i Caroline Sourrisseau, es va presentar als escenaris del teatre de Montmartre el 2005.
S'han dedicat diverses exposicions a la seva figura. El 2007, l'Ajuntament de París va exposar a les seves dependències una exposició d'imatges i sons amb els seus vestits i fotografies inèdites. El 2017, 110 dels seus 150 vestits van ser exposats durant quatre mesos al Palau Galliera. El mateix any, es porta a terme al Palau de Congressos de París l'estrena de Hit Parade, un tribut musical a les cançons de Dalida, amb intervenció de Claude François, Mike Brant i Sacha Distel.
Una pel·lícula de televisió porta el nom del cantant va ser dirigida per Joyce Buñuel i transmesa per Tv a la cadena France 2 el maig de 2005. Va estar p0rotagonitzada per l'actriu italiana Sabrina Ferilli, encara que la veu apareixia doblada per Vittoria Scognamiglio, i amb la participació de Christopher Lambert, com Richard Chanfray comte de Saint-Germain, i Alessandro Gassman, com Luigi Tenco. La primera part de la pel·lícula de la Tv va lograr en la segona posició de l'audiència francesa, amb 6,1 milions d'espectadors, mentre que la segona part arribaria a la major quota de públic dels canals francesos amb més de 6,5 milions d'espectadors. El 2017, una pel·lícula biogràfica francesa dirigida per Lisa Azuelos recorre la vida de la cantant durant trenta anys fins a la seva mort. Llançat en quaranta països, i no estrenada a Espanya, la pel·lícula acumula gairebé un milió d'audiència. El 2019, per celebrar el vint-i-sisè aniversari del seu naixement, Google crea un doodle en honor seu.

## Els seus èxits (1956-1987)
Dalida va gravar cançons en deu idiomes. És difícil enumerar tots els temes que ella va deixar registrats: prop de 500 cançons en francès, 200 en italià i altres 200 en diferents idiomes: anglès, àrab, espanyol, alemany, hebreu, grec, neerlandès, turc i japonès. Alguns dels seus grans èxits els trobem:

### Senzills principals
Singles classificats dins els Top 10 del hit-parade a França à partir de 1961:
| - 1961 : 24.000 baci - 1961 : Pépé - 1961 : Nuits d'Espagne - 1961 : Protégez-moi seigneur - 1961 : Loin de moi - 1962 : Achète moi un juke-box - 1962 : Speedy Gonzales (cançó) - 1962 : Le Jour le plus long (cançó) - 1965 : Viva la pappa | - 1965 : La Danse de Zorba - 1965 : Bonsoir mon amour - 1966 : Mama - 1967 : Les Grilles de ma maison - 1967 : À qui? - 1968 : Those Were the Days\|Le Temps des fleurs - 1969 : Zoum zoum zoum - 1970 : Darla dirladada - 1972 : Parle plus bas en anglès Speak Softly Love (Love Theme the The Godfather) | - 1973 : Paroles... Paroles... - 1974 : Gigi l'amoroso - 1975 : J'attendrai (cançó) - 1976 : Bésame mucho - 1977 : Salma ya salama - 1978 : Génération 78 - 1979 : Laissez-moi danser (Monday, Tuesday) |

## Filmografia
| - 1954 : Joseph et ses frères amb Omar Sharif - 1954 : Le masque de Toutankhamon - 1954 : Un verre, une cigarette - 1957 : Brigade donis mœurs - 1958 : Rapt au deuxième bureau de Jean Stelli - 1959 : Brigade des moeurs de Maurice Boutel | - 1960 : Parlez-moi d'amour - 1963 : L'inconnue d'Hong Kong de Jacques Poitrenaud amb Serge Gainsbourg - 1965 : Ménage à l'italienne de Franco Indovina amb Ugo Tognazzi - 1968 : Io ti amo d'Antonio Margheriti - 1977 : Comme sur des roulettes de Nina Companeez - 1986 : Le sixième jour de Youssef Chahine - 2017 : Dalida, film biogràfic dirigit per Lisa Azuelos, amb Sveva Alviti en el paper de Dalida |